# Plaque d'immatriculation estonienne

Plaque d'immatriculation actuellement en vigueur en Estonie.

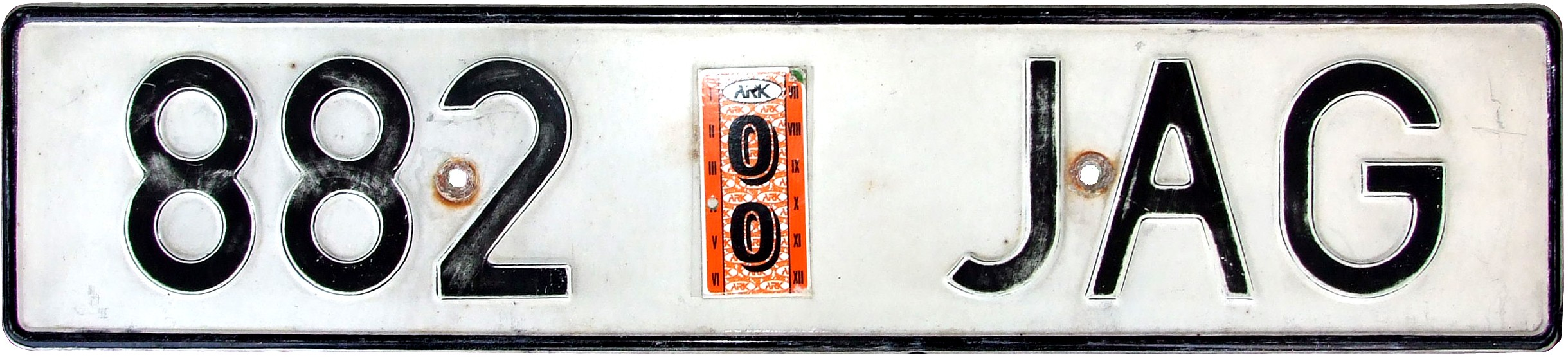
Ancienne plaque estonienne, datée de 1998.

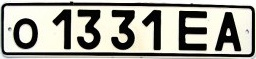
Plaque d'immatriculation estonienne antérieure à 1991 (ère soviétique).

La plaque d'immatriculation estonienne se compose de 3 chiffres et 3 lettres de couleur noire sur fond blanc. Elle a le même format que les plaques d'immatriculation des autres pays de l'Union européenne.
Jusqu'en 2013, la première des 3 lettres indiquait la région où était enregistré le véhicule.
Toutes les plaques d'immatriculation estoniennes actuelles présentent sur leur côté gauche le logo de l'Union européenne et les lettres EST (Estonie),.